# Білборд (часопис)
«Білбо́рд» (англ. Billboard, давніше Billboard Advertising) — щотижневий американський часопис, присвячений музичній індустрії, який охоплює майже повністю бізнес: новини, авторські статті, продаж аудіо- і відеоносіїв, інтернет-завантаження тощо, — але найвідоміший завдяки рейтингам найпрода́ваніших музичних дисків. Серед усього різноманіття рейтингів, головними є такі: «Billboard Hot 100» та «Billboard Top 200». Перший визначає 100 найпрода́ваніших синглів; другий — 200 найпрода́ваніших музичних альбомів за попередній тиждень.

## Історія

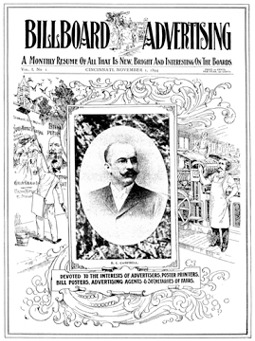
Перший номер видання
- Різдвяний випуск, 1896
- 10-ліття журналу

Перше число журналу «Білборд» вийшло у 1894 в місті Цинциннаті (штат Огайо) під назвою «Billboard Advertising». Спочатку журнал був присвячений індустрії розваг загалом; у 1909 році почав висвітлювати події у світі кіно, в 20-х роках — події у світі радіо. Журнал на початку 1930-х стояв біля витоків індустрії музичних автоматів.
Практику щоденної публікації хіт-парадів запроваджено в 4 січня 1936; нині їх кількість перевищує кілька десятків, залежно від жанру й інших критеріїв. У 1950-х роках редакція почала висвітлювати події у світі телебачення, включаючи публікацію рейтингів телепередач. Журнал продовжував писати про ярмарки, фестивалі, театральні дійства до 1961 року. Надалі цей сегмент був виділений у інше видання під назвою «Amusement Business». Згодом публікацію рейтингів телевізійних програм виведено в інше видання.
З 1961 року по 2005 рік «Білборд» спеціалізувався виключно на подіях зі світу музики. У 2005 році журнал, орієнтуючись на нові тенденції, розпочав висвітлювати події в індустрії цифрових та мобільних розваг. У 2006 році журнал «Amusement Business» закрито.

## Про журнал
За результатами щорічних продажів журнал присуджує нагороди Billboard Music Awards, що відбивають, (на відміну від премії Греммі), не думки критиків, а популярність виконавця у США.
Попри те, що на «Білборд» інколи можна натрапити у вільному продажу, він орієнтований на професіоналів, керівників лейблів звукозапису, продюсерів і діджеїв. Російська версія журналу з'явилась у продажу в квітні 2007 року.

## Дочірні міжнародні організації
- Billboard Arabia (2023–поточний час)
- Billboard Argentina (2013–поточний час)
- Billboard Brasil (2009–2019, 2023–поточний час)
- Billboard Canada (2023–поточний час)
- Billboard China (2016–2019, 2022–поточний час)
- Billboard Japan (2008–поточний час)
- Billboard Philippines (2016–2018, 2023–поточний час)
- Billboard Việt Nam (2017–поточний час)
- Billboard Greece (запущений 2011; закритий)
- Billboard Indonesia (запущений 2018; закритий)
- Billboard Thailand (запущений 2016; закритий)
- Billboard Türkiye (2006–2010)